# Helina refusa
Helina refusa är en tvåvingeart som först beskrevs av Giglio-tos 1893.  Helina refusa ingår i släktet Helina och familjen husflugor. Inga underarter finns listade i Catalogue of Life.